# GlobalHell
globalHell là một nhóm tin tặc gồm khoảng 60 thành viên. Năm 1999, nhóm này đã tan rã sau khi 12 thành viên của nhóm bị truy tố vì tội xâm phạm máy tính cá nhân và 30 thành viên khác cũng bị truy tố nhưng với tội danh nhẹ hơn.
Các thành viên của nhóm đã đứng đằng sau hơn 100 vụ tấn công trang web, buôn bán thông tin cá nhân và thông tin tài chính mà họ đánh cắp cũng như việc truy cập một cách bất hợp pháp vào nhiều hội nghị trực tuyến mà họ đã phối hợp thực hiện. Một số hệ thống mà globalHell đã tấn công bao gồm Quân đội Hoa Kỳ, Nhà Trắng, United States Cellular, Ameritech và Dịch vụ bưu chính Hoa Kỳ.

## Thành viên
- MostHateD – bị kết án 26 tháng tù giam và 3 năm thả tự do có giám sát.[1][2]
- Mindphasr - buộc phải bồi thường cho Quân đội Hoa Kỳ và ngồi tù 6 tháng, cùng 3 năm thả tự do có giám sát và trong tương lai phải được sự chấp thuận của người giám hộ để sử dụng Internet.
- ne0h – ne0h là một hacker người Canada, xuất hiện trong cuốn sách "The Art of Intrusion" của Kevin Mitnick, nhưng danh tính thực sự của ne0h vẫn chưa được xác minh.